# Death
Death (МФА: [deθ]; с англ. — «Смерть») — американская метал-группа, основанная в 1983 году в США и распавшаяся в 2001 году из-за смерти её основателя Чака Шульдинера 13 декабря 2001 года. Оказала наибольшее влияние на развитие жанра дэт-метал. Вокалист, гитарист и автор текстов Чак Шульдинер считается одним из первопроходцев этого жанра, а альбом группы под названием Scream Bloody Gore считается эталоном дэт-метала. Чак Шульдинер был единственным постоянным участником группы.

## История группы

### Создание группы. Демозаписи.Scream Bloody Gore,Leprosy. (1983—1988)
Группа была основана гитаристом и вокалистом Чаком Шульдинером, гитаристом Фредериком ДеЛилло (более известным как Рик Розз) и барабанщиком Барни Ли (также известным как Кэм Ли) под первоначальным названием «Mantas» (Mantas — это псевдоним Джеффри Данна, тогдашнего гитариста группы Venom) в 1983 году. Mantas искали вдохновение в творчестве групп Slayer и Venom. Трио сочиняло собственные песни, делая репетиционные записи и отправляя их различным перекупщикам кассет по всему миру. Из таких записей была составлена демозапись из пяти песен, названная Death By Metal, выпущенная в середине 1984 года, которая утвердила Mantas как самого многообещающего претендента на дэт-металический трон Америки, который в то время занимала группа Possessed из Сан-Франциско. Но группа не была так хорошо принята в собственном городе, Орландо, где группу всё ещё не воспринимали всерьёз. Чак Шульдинер впоследствии вспоминает:

Ситуация была практически невозможной. Много людей смотрели на нас свысока. Нам доставалось много неприятностей от местных групп; все группы в округе считали нас полным дерьмом. В наших записях тогда было много шума [из-за самостоятельной записи], но мы играли брутальный дэт-метал, и это было сложно понять людям.

Такое отсутствие локальной поддержки группы было одной из основных причин постоянных внутренних конфликтов в группе. В конце концов, группа Mantas распалась в конце 1984 года. Пообещав продолжать сочинять музыку, которая была бы «быстрее и тяжелее», чем что-либо иное из его предыдущего творчества, Чак сразу же огласил свои планы по созданию новой группы и переезду либо в Тампу, либо в Калифорнию, когда ему исполнится восемнадцать лет (13 мая 1985). Новой группе он дал простое, лаконичное и в то же время отражающее суть название Death (рус. смерть), которое послужило названием также и одному из основных направлений метала — дэт-металу. Чак считал, что переезд увеличит шансы состава группы быть постоянным. В течение нескольких недель Шульдинер уладил отношения с Риком Роззом и Кэмом Ли и начал сессии записи материала для легендарного демо Reign Of Terror. «Мы стали настолько тяжелее [после создания Death], что в это почти не верится» — заявлял Чак Шульдинер накануне записи этой ленты. Записанная за пять часов в октябре 1984 года в служебном помещении музыкального магазина, в котором хранилось звукозаписывающее оборудование, Reign of Terror (в переводе с англ. — «Царство ужаса») обошлась группе в 80 долларов, а сам материал так и не был должным образом микширован из-за нехватки времени. Релиз из шести композиций распространялся по всему миру через обширную сеть трейдеров. Группа стала известна как одна из самых экстремальных и брутальных в своём жанре. 30 декабря 1984 года Death выступила вместе с местной легендой — группой Nasty Savage в пабе «Rusty’s Pub» и, записав это выступление, выпустила его как «официальную» концертную ленту, которая гораздо больше понравилась участникам группы по сравнению с самим Reign of Terror.
Через три месяца, 9 марта 1985 года, Чаку, Рику и Кэму дали шанс записать полноценное студийное демо, ленту из трёх песен, которая была создана в основном для привлечения внимания крупных звукозаписывающих компаний. Эта запись впоследствии получила название Infernal Death (в переводе с англ. — «Адская смерть»). Она является последней, сделанной в таком составе группы, так как отношения Чака Шульдинера с остальными участниками группы становились всё более холодными. Ему приглянулся басист из Мичигана по имени Скотт Карлсон, который тогда был участником группы Genocide, а потом Repulsion. Он прислал Шульдинеру запись своих импровизаций, которая его сильно впечатлила. Скотт переехал в Орландо и заменил Рика Розза в составе Death; с ним также приехал гитарист Genocide Мэтт Оливо. Оба они присоединились к Чаку Шульдинеру и Кэму Ли, но вскоре Ли покинул группу и Death осталась без барабанщика. Группа потратила несколько месяцев в поисках ударника. В конечном итоге Карлсон и Оливо покинули группу и вернулись обратно в Мичиган; Чаку предстояло весьма сложное задание: подобрать совершенно новый состав группы. Для этого он переехал в Сан-Франциско, где встретился с бывшим барабанщиком D.R.I. Ериком Бречтом, и эта пара стала очередным составом группы Death. Их целью стало «играть быстрее, чем когда-либо». Но в конце концов Шульдинер понял, что скоростная игра препятствует мелодизму в музыке Death, что впоследствии стало её отличительным признаком. Он вернулся во Флориду снова без группы.
В то время Чаку позвонили участники дэт-метал-группы Slaughter из Торонто, которые начали записывать дебютный альбом Strappado. Они попросили Шульдинера переехать в Канаду, на что он согласился, так как был разочарован в местных музыкантах и обстановке. Чак переехал в Торонто в январе 1986 года и группа начала репетировать. Хоть Шульдинер поначалу обрадовался пребыванию в настоящей группе, он вскоре осознал, что не может подчиняться чьему-либо руководству, и вернулся во Флориду. В Сан-Франциско он встретился с молодым ударником Крисом Рэйфертом, и в апреле того же года дуэт отправился в студию для записи трёхпесенного демо Mutilation. Эта запись получила широкое распространение в кругах металлистов и даже попала в руки представителей лейбла Combat Records, который предложил контракт на несколько альбомов вперёд. В июле 1986 года Чак и Крис во Флориде приступили к работе над дебютным альбомом, но по различным техническим причинам работа далеко не продвинулась и весь процесс пришлось перенести в голливудскую студию «Music Grinder Studios». Группа вместе с продюсером Рэнди Бёрнсом записала пластинку за несколько дней и Чак с Крисом вернулись домой, а Рэнди остался микшировать альбом. В это время дуэт установил контакт с молодым калифорнийским гитаристом по имени Джон Хэнд, который был приглашён в группу, причём он был так хорошо принят, что его фотография была размещена на обложке выходящего альбома. Но это было решение, не дававшее покоя участникам Death: Хэнд ушёл из группы ещё до записи второго альбома.
Дебютный альбом Death, Scream Bloody Gore, вышел в мае 1987 года и тут же был принят с похвалами и одобрением фанатов, журналов. Пластинка была названа одним из самых важных релизов дэт-метала всех времён. Как бы то ни было, Чак в очередной раз вернулся во Флориду, а Рэйферт остался в Сан-Франциско. Шульдинер решил присоединиться к флоридской группе Massacre, в которой играл Рик Розз. Это послужило началом настоящей концертной деятельности Death. Первое серьёзное выступление перед публикой имело место на метал-фестивале в Милуоки. Во время последовавшего успешного турне (концерты в рамках которого проходили, в основном, в клубах) Death сыграла три абсолютно новые песни («Born Dead», «Open Casket» и «Pull the Plug»), которые написал Чак Шульдинер. Эти песни представили Death как более взрослую группу, выбравшую своё направление. Брутальность (ставшая «торговой маркой» Death) этих композиций нисколько не уступала старому материалу. К апрелю 1988 года группа вернулась в студию Morrisound Recording в Тампе и под руководством Дэна Джонсона записала свой второй альбом, Leprosy, сильно опередивший своё время. Звучание альбома, несмотря на брутальность и тяжесть, было очень чистым. Новая пластинка, как и её предшественница, корнями уходила в Slayer, Venom, Hellhammer, но на ней были сильнее подчёркнуты мелодичные фрагменты, которые впоследствии стали «ядром» музыки Death. Неудивительно, что такая комбинация сразу же стала «хитом» в металлическом андерграунде и главным источником вдохновения для сотен групп дэт-метала конца 80-х (например, Entombed и Napalm Death, которые записали свою пластинку Harmony Corruption в той же студии «Morrisound», чтобы добиться такого же звучания, как и в Leprosy). Группа появилась на видео Ultimate Revenge II (концертная видео/аудиозапись, на которой также присутствуют группы Dark Angel, Forbidden, Faith Or Fear и Raven, записанная в октябре 1988 года, затем последовало турне 1989 года).
К концу этого года отношения между Чаком и Риком Роззом стали невыносимыми для Шульдинера и расхождение путей обоих музыкантов стало неизбежным. Несмотря на то, что состав группы вновь изменился, Death оставила неизгладимое впечатление у публики выпуском своих двух альбомов. Действительно, эти альбомы проложили дорогу сотням дэт-металических групп, образованных в последующие годы, хоть и не сумевших превзойти или затмить важность и неимоверную тяжесть песен вроде «Pull the Plug». А то, что до сего времени многие из этих песен остались любимыми среди фанатов, говорит лишь о тонком мастерстве Death и её важности, причём не только на американской металлической сцене, но и во всём мире, что группа вскоре и продемонстрировала.

### Продолжение успеха. Усложнение звучания.Spiritual Healing,Human,Individual Thought Patterns. (1989—1994)
После тура по Мексике и плохо организованного тура по Европе, группа, заменив Розза на Джеймса Мёрфи, стала записывать третий альбом — «Spiritual Healing». Шульдинер оставил темы песен об ужасах и крови, перейдя к социальной тематике. Группа далеко продвинулась вперед в плане техничности и прогрессивности во многом благодаря Мёрфи: будучи великолепным и искусным гитаристом, как и сам Чак, он прибавлял к звучанию группы большую виртуозность и мелодичность. Однако он имел собственные идеи, которые он не мог реализовать в рамках Death, и, дав несколько концертов, вскоре покинул группу. Шульдинер, чувствуя, что тур по Европе будет таким же провальным, как и в 1988 году, отказывается ехать в тур. Но Батлер и Эндрюс поехали в тур без него, вместе с гитаристом Уолтером Тречслером и вокалистом Луи Карризалезом под именем Death. Разгневанный Чак подал в суд на коллег по группе, выиграл дело и Батлер с Эндрюсом были уволены из группы.
Чак осознал, что не найдёт абсолютных единомышленников, которые могли бы писать вместе с ним музыку, набирает новый состав Death, с которым он только репетировал, записывался в студии и выступал на концертах, полностью написав весь материал самостоятельно. Он пригласил виртуозного басиста Стива Диджорджио, очень технично играющего на безладовом басу, не менее талантливых гитариста Пола Масвидала и барабанщика Шона Рэйнерта. Два последних музыканта, играющие в сложном, джазовом стиле, образовали группу Cynic, ставшую одной из основоположниц стиля джаз-дэт-метал. Также был уволен, но почти сразу же принят обратно менеджер Эрик Грейф. Шульдинер и Грейф не сошлись характерами, хотя тот полностью удовлетворял его как менеджер группы. Начав судиться друг с другом и ни к чему не придя, они вынуждены были сотрудничать вновь. Этот состав выпустил в 1991 году альбом «Human», ставший настоящим прорывом в метале и музыке в целом. Невероятная виртуозность и техничность группы сделали этот альбом легендарным, окончательно утвердившим прогрессивный дэт-метал как самостоятельный жанр метала. Видео на песню «Lack of Comprehension» появилось на «MTV». Диджорджио на время покинул группу из-за необходимости в туре своей основной группы Sadus. Пригласив на его место Скотта Кэрино, группа совершила обширное кругосветное турне. Скотт также записал часть партии бас-гитары в инструментальной композиции «Cosmic Sea».
Масвидал и Райнерт покинули группу, чтобы заняться своим проектом Cynic. Шульдинер пригласил на их места гитариста Энди ЛаРока из группы King Diamond и барабанщика Джина Хоглана, ставшего легендарным из-за техничности, скорости и точности, из распавшейся группы Dark Angel. Также в ряды группы возвращается Стив Диджорджио. Группа записывает альбом «Individual Thought Patterns», прибавившему техничной и прогрессивной группе изящную мелодичность, ставшей уникальной и узнаваемой чертой группы и всего творчества Шульдинера. Альбом вознёс группу к пику успеха, клип на песню «The Philosopher» транслировался по «MTV». В скандальном мультфильме «Бивис и Баттхед» в 1994 году, один из героев, Бивис, подражал Шульдинеру, выкрикивая выражения "drive-thru" и 'tacos, to go!" в его манере пения. С выходом альбома группа отправилась в мировое турне, заменив ЛаРока на тогда неизвестного Ральфа Сантолла, из за занятости ЛаРока в его основной группе King Diamond. Death разорвали контракт с лейблом Relativity и подписали договор с Roadrunner Records.

### Пик творчества. Control Denied. Смерть Шульдинера и распад группы.Symbolic,The Sound of Perseverance. (1995—2001)
В 1995 году Диджорджио и ЛаРок покинули группу, на их места пришли Келли Конлон и Бобби Коэлбл соответственно. В 1995 году группа выпустила альбом Symbolic. Все композиции включали в себя виртуозность, технику и красивые соло Шульдинера и Кэлббла. Уникальный мелодизм, присущий только Death, в полной мере раскрылся в этом альбоме. Такие песни как «Symbolic», «Empty Words», «Crystal Mountain» стали культовыми. Вокал Шульдинера на этом альбоме радикально изменился — от гроулинга к скримингу, характерному для блэк-метала.
В 1996 году Чак основывает группу Control Denied, играющую в стиле прогрессивный метал. Но по условию контракта Шульдинер должен выпустить ещё один альбом под именем Death перед тем как полностью начать работу над новым проектом. Состав группы опять поменялся, фактически это был Control Denied, но без вокалиста Тима Эймара — за барабанами был Ричард Кристи, на басу Скотт Кленднин, и Шэннон Хэмм на гитаре. The Sound of Perseverance — седьмой и последний студийный релиз группы Death, выпущенный в 1998 году на лейбле Nuclear Blast, стал гораздо более техничным и сложным, чем его предшественники. Особую сложность альбома задали барабаны Ричарда Кристи с его сложнейшими сбивчатыми ритмами и профессиональным владением ударной установкой. Тем самым он упорядочивал сложные гитарные партии Чака. После выпуска альбома и двух туров в его поддержку Чак приостановил деятельность группы, чтобы сосредоточиться на Control Denied. В 1999 году вышел дебютный альбом The Fragile Art of Existence. Но тур был невозможен из за страшной новости: 13 мая 1999 года, в день рождения Чаку Шульдинеру был поставлен диагноз — глиома варолиева моста, редкая разновидность рака мозга. Чак немедленно прошёл курс химиотерапии. Опухоль омертвела, но семья Шульдинеров была на грани разорения, все средства были брошены на спасение Чака. Было создано много благотворительных акций и мероприятий, чтобы собрать средства на лечение Чака. В 2000 году он перенёс операцию по удалению остатков опухоли. Но врачи, оперировавшие Шульдинера, сказали что первоначальный диагноз был ошибочен, и в 2001 году рак вернулся. Чак отказался от лечения из-за неимения средств на него и продолжал работу над новым альбомом Control Denied — When Man and Machine Collide. Все препараты, принимаемые Чаком, были сильнодействующими и значительно ослабили его организм. В конце октября — начале ноября Чак Шульдинер заболел пневмонией, которая нанесла последний удар по его организму. Он умер 13 декабря 2001 года в 4 часа дня Североамериканского Восточного стандартного времени (8 часов утра МСК). Его смерть положила конец группам Death и Control Denied.

### Воссоздание группы Death (2012—2024)
16 марта 2012 года журнал Sick Drummer Magazine и корпорация Schuldiner, Perseverance Holdings Ltd, объявили, что музыканты, ранее игравшие в Death, примут участие в благотворительном туре под названием «Death to All» в поддержку фонда Sweet Relief Musicians Fund. В состав группы должны были войти барабанщики Джин Хоглан и Шон Рейнерт, басисты Стив ДиДжорджио и Скотт Кленденнин, гитаристы Пол Масвидал, Шеннон Хэм и Бобби Келбл. Позже было объявлено, что вокалист группы Obscura Штеффен Куммерер и, а также фронтмен Bereft Чарльз Эллиотт возьмут на себя вокальные и гитарные партии в туре, но из-за визовых проблем участие Куммерера стало невозможным, и его заменил вокалист и гитарист Exhumed Мэтт Харви. После тура Эрик Грейф, исполняющий обязанности президента Perseverance Holdings Ltd. (PHL) утверждала, что владельцы журнала Sick Drummer Magazine не заплатили благотворительной организации, музыкантам, PHL, съёмочной группе или агентству по бронированию, несмотря на то, что пять концертов тура прошли успешно. Однако в феврале 2013 года были объявлены даты второго тура без участия журнала Sick Drummer Magazine. За успешным туром по Северной Америке в апреле 2013 года последовал трёхнедельный тур по Европе в ноябре 2013 года с участием Масвидаля, Рейнерта, Ди Джорджио и вокалиста/гитариста Макса Фелпса. Название Death To All было изменено на Death (DTA).
3 ноября 2021 года было объявлено, что бывшие участники Death отыграют два концерта во Флориде в декабре 2021 года в честь 20-й годовщины со дня смерти Шулдинера. В состав группы войдут Джеймс Мёрфи и Терри Батлер, а также Гас Риос и Мэтт Харви из Gruesome, выступающие под названием Living Monstrosity, которые исполнят Spiritual Healing целиком. Стив ДиДжорджио, Бобби Келбл, Келли Конлон, Дирк Вербёрен, Макс Фелпс и Лео Лозано будут выступать под названием Symbolic, исполняя песни из альбомов Human, Individual Thought Patterns, Symbolic и The Sound of Perseverance.
Весной 2023 года Фелпс, Ди Джорджио, Кёльбле и Хоглан примут участие в североамериканском турне под названием Death To All (DTA) в честь 30-летия Individual Thought Patterns.
Розз, Батлер, Харви и Риос активно выступают на концертах в 2024 году под названием Left to Die. Группа была создана вскоре после того, как Харви и Риос отыграли трибьют-шоу в честь Death в 2021 году.

## Трибьют
В честь распавшейся группы Death была создана группа — Death DTA, куда входят бывшие участники группы Death Бобби Коэллбл, Стив Диджорджио и Джин Хоглан во главе с гитаристом и вокалистом Максом Фелпсом, бывшим участником группы Cynic, и канадская группа Symbolic, куда входят Мэттью Свинни на гитаре и вокале, Майкл Свинни на гитаре, Доминис Лапонте на басу и Энтони Баррел на ударных. На их концерте, посвященному группе Death также принимали участие и бывшие участники.

## Состав

### Последний состав
- Чак Шульдинер — соло и ритм-гитара, вокал, основной автор песен (1984-2001)
- Ричард Кристи — ударные (1996-2001)
- Шэннон Хэмм[англ.] — соло и ритм-гитара (1996-2001)
- Скотт Кленденин[англ.] — бас-гитара (1996-2001)

### Бывшие участники
- Кэм Ли[англ.] (Барни Ли) — ударные, вокал (1984-1985)
- Луи Каррисалес — концертный вокал (1990)
- Рик Розз[англ.] (Фредерик ДеЛилло) (1984—1985, 1987—1989)
- Мэтт Оливио (1985)
- Джон Хэнд (1987)
- Альберт Гонсалес (1990)
- Джеймс Мёрфи (1990)
- Вальтер Трахслер (1990)
- Пол Масвидал (1989, 1990—1992)
- Энди ЛаРок (Андерс Олхэйдж) (1993)
- Ральф Сантолла[англ.] (1993)
- Крейг Лосисеро (1993)
- Бобби Келбл[англ.] (1995)
- Скотт Карлсон[англ.] (1985)
- Эрик Мид (1985)
- Терри Батлер (1987—1990)
- Стив Диджорджио (1986, 1991, 1993)
- Скотт Карино (1991—1992)
- Келли Конлон[англ.] (1995)
- Брайан Денсон (турне в поддержку Symbolic)
- Эрик Брехт (1985)
- Крис Рэйферт[англ.] (1986—1987)
- Билл Эндрюс[англ.] (1987—1990)
- Шон Райнерт (1991—1992)
- Джин Хоглан (1993-1995)
- Ричард Кристи (1996—2001)

## Дискография
- 1987 — Scream Bloody Gore
- 1988 — Leprosy
- 1990 — Spiritual Healing
- 1991 — Human
- 1993 — Individual Thought Patterns
- 1995 — Symbolic
- 1998 — The Sound of Perseverance